# 14566 Хокулеа
14566 Хокулеа (14566 Hokuleʻa) — астероїд головного поясу, відкритий 19 червня 1998 року.
Тіссеранів параметр щодо Юпітера — 3,341.